# Aeroporto de Porto Grande
O Aeroporto de Porto Grande ( ICAO: SNPG) está localizado no município de Porto Grande, Amapá. 
Suas coordenadas são as seguintes: 00°51'59.00"S de latitude e 51°24'02.00"W de longitude. Possui uma pista de 940 m de terra.